# وقف القدس

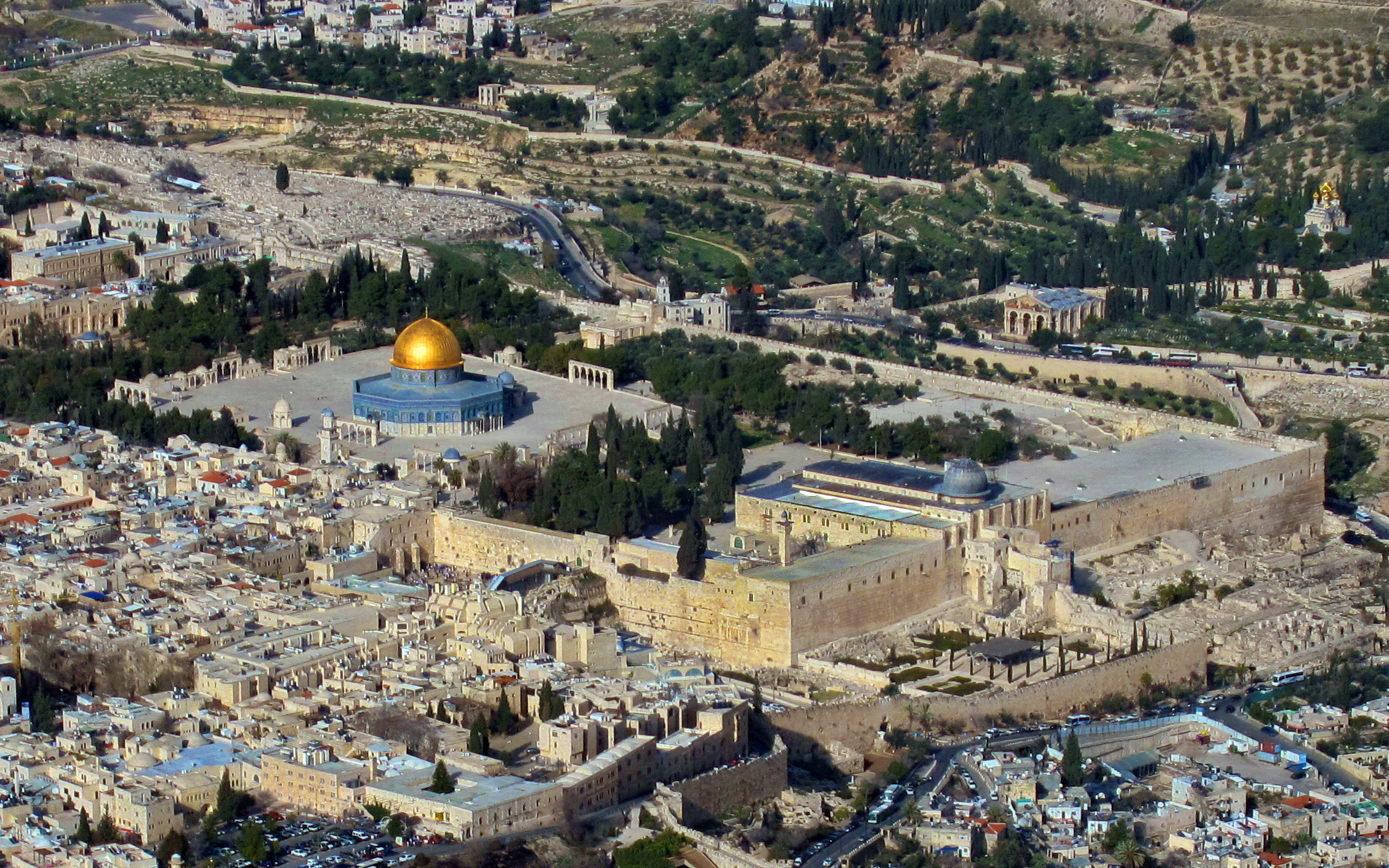
منطقة الأقصى في القدس الشرقية ، وبها قبة الصخرة الذهبية

دائرة أوقاف القدس وشؤون المسجد الأقصى المبارك، والمعروفة أيضًا باسم وقف القدس الوقف الأردني، وهي المنظمة المعينة من قبل الأردن والمسؤولة عن مراقبة وإدارة الصروح الإسلامية الحالية في جبل الهيكل في القدس ومدينة القدس القديمة، والمعروفة عند المسلمين بالأقصى، والتي تضم قبة الصخرة، ويدير وقف القدس مجلس يتكون من (18) عضوا ويرأسه مدير يعينهم الأردن، ومدير الوقف الحالي منذ عام 2005 هو الشيخ عزام الخطيب.

## الاسم والتاريخ
الوقف في الشريعة الإسلامية جمع أوقاف، هو وقف غير قابل للتصرف - عادةً ما يكون مبنى أو قطعة أرض أو أي عقار تم تخصيصه لأغراض دينية أو خيرية إسلامية كما في القانون التركي العثماني، ولاحقًا في ظل الانتداب البريطاني على فلسطين، تم تعريف الوقف على أنه حق الانتفاع بأراضي الدولة (أو الممتلكات) التي يتم من خلالها ضمان إيرادات الدولة للمؤسسات الدينية، وأُدير مجمع المسجد الأقصى في القدس كوقف منذ إعادة الفتح الإسلامي لمملكة القدس عام 1187م بالإنابة، وأصبحت المؤسسة التي تدير وقف القدس تُعرف باسم "الوقف".
وأنشأت المملكة الأردنية الهاشمية النسخة الحالية لإدارة أوقاف القدس بعد احتلالها للضفة الغربية، بما فيها القدس الشرقية، خلال حرب عام 1948، وظل وقف القدس تحت السيطرة الأردنية بعد أن احتلت إسرائيل البلدة القديمة في القدس خلال حرب الأيام الستة في يونيو/حزيران 1967، على الرغم من أن السيطرة على الطريق الواصل إلى الموقع انتقلت إلى إسرائيل.

## في الوقت الحاضِر
وقف القدس هو أحد أجهزة وزارة الأوقاف والمقدسات الإسلامية الأردنية، وهي مكلفة "بتنفيذ الوصاية الهاشمية على المقدسات الإسلامية والأوقاف الإسلامية والمسيحية وتعزيز الوضع الراهن التاريخي والقانوني".
موظفو أوقاف القدس هم موظفون في الحكومة الأردنية، ويرأسها مدير تختاره الحكومة الأردنية أيضًا، والمدير الحالي لأوقاف القدس هو الشيخ عزام الخطيب، الذي تم تعيينه عام 2005.
وتم توقيع اتفاقية في عام 2013 بين دولة فلسطين (ممثلة بمحمود عباس) والعاهل الأردني الملك عبد الله الثاني اعترفت فيه الحكومة الفلسطينية بدور الأردن في إدارة الأماكن المقدسة في القدس الشريف وحلت هذه الاتفاقية محل اتفاقية شفهية قديمة عمرها عقود.
وتتولى أوقاف القدس المسؤولية الإدارية في مجمع المسجد الأقصى، أما السلطة الدينية في الموقع فهي مسؤولية مفتي القدس الأكبر، المعين من قبل حكومة دولة فلسطين.
وفي عام 2017، قام الأردن بتوسيع مجلس الوقف من (11) عضوًا إلى (18) عضوًا، ولأول مرة، تم تنصيب مسؤولين فلسطينيين وزعماء دينيين في الهيئة، التي كانت تتألف تاريخياً من أفراد مقربين من النظام الملكي الأردني.